# Fridleif II Froðasson
Fridleif II Froðasson (en vieux norrois : Friðleifr Froðasson), également connu sous le nom latin de Fridlevus II (né vers 456), est un roi légendaire du Danemark du Ve siècle.
Issu de la dynastie des Skjöldungs, il est le fils de Fróði III et de Ingibjorg du Danemark.

## Biographie
Il est contemporain de l'âge de Vendel.
Selon la Saga des Ynglingar, il est précisé qu'il est le frère de Halfdan Skjöldung et qu'ils sont tous deux de grands guerriers mais qu'Halfdan est « le plus âgé des deux, et le plus capable à tous égards », ce qui sous-entend sans doute une dispute pour la suprématie entre les deux frères.
Selon la Geste des Danois de Saxo Grammaticus, il serait plutôt le fils de Dan III.

## Famille

### Mariage et enfants
Avec Hilde Ålesdatter, fille du norvégien Åle d'Oppland, il eut :
- Ale le Fort ;
- Haddinga.